# José Creuheras
José Creuheras Margenat (Barcelona, 1957) es un empresario español. Presidente del Grupo Planeta y la corporación Atresmedia (Antena 3, La Sexta y Onda Cero Radio), y consejero delegado del Grupo PlanetaDeAgostini, la alianza de empresas creada por el Grupo Planeta y el Grupo DeAgostini para el desarrollo de actividades en los campos de la publicación y la radiodifusión. Desde 2003, este grupo es el principal accionista de Atresmedia.

## Biografía
Inició su actividad profesional en el Grupo Planeta en 1984, ocupando varios cargos y progresivamente cogiendo responsabilidad estratégica dentro del grupo. En 2003, el entonces presidente, José Manuel Lara Bosch, lo nombró vicepresidente y, posteriormente, el 13 de febrero de 2015, fue nombrado presidente. Desde 2003 es consejero de Atresmedia y miembro del Consejo de administración de La Razón. Anteriormente había sido presidente también de Tiempo Casa Editorial, el principal grupo de comunicación en Colombia.
Forma parte del Comité Ejecutivo de la Cámara de Comercio de España y es miembro del Consejo Consultivo de la patronal catalana Fomento del Trabajo. También preside Inversiones Hemisferio, empresa patrimonial de la familia Lara dedicada a impulsar principalmente proyectos en los sectores financiero e inmobiliario y a promover nuevas iniciativas empresariales, alejadas de la actividad tradicional del Grupo Planeta, como la puesta en marcha de la compañía de aviación Vueling Airlines. También es vicepresidente de la Fundación José Manuel Lara y miembro de los patronatos de la Fundación Atresmedia, de la Fundación Cataluña Cultura, de la Fundación Godia y de la Fundación Fero. Con anterioridad había sido consejero de Parques Reunidos, miembro del Patronato de la Biblioteca Nacional y vicepresidente del RCD Español, donde ocupó varios cargos representando los intereses de la familia Lara entre 1995 y 2009.